# Resantiman
Resantiman (fra. ressentiment) pojam je u psihologiji koji se odnosi na ponovno doživljavanje nekog prijašnjega nelagodnog osjećaja koji budi želju za osvetom. Lato sensu, osjećaj mržnje prema kome. U Nietzscheovoj filozofiji predstavlja osjećaj agresivne gorčine koji je uzrokovan vanjskim čimbenicima koji ugrožavaju njegovu samu bît.